# Ratovi zvijezda V: Imperij uzvraća udarac
Ratovi zvijezda V: Imperij uzvraća udarac (u Hrvatskoj preveden i kao Zvjezdani ratovi – Epizoda V: Carstvo uzvraća udarac, katkad naslovljen i kao Zvjezdani ratovi – Epizoda V: Imperij uzvraća udarac; eng. Star Wars: Episode V – The Empire Strikes Back) američki je epski znanstveno-fantastični film iz 1980. godine koji je režirao Irvin Kershner, producirao Gary Kurtz, a napisali Leigh Brackett i Lawrence Kasdan prema priči Georgea Lucasa koji je također bio izvršni producent. To je sveukupno drugi film snimljen iz sage Zvjezdanih ratova, a peti po kronologiji događaja.
Radnja filma smještena je tri godine nakon događaja iz prethodnog nastavka - Nova nada. Galaktičko carstvo pod vodstvom okrutnog Dartha Vadera nalazi se u potjeri za Lukeom Skywalkerom i ostalim članovima pobunjeničkog saveza. Dok Vader proganja malu skupinu Lukeovih prijatelja - Han Soloa, princezu Leiu Organu i ostale - kroz galaksiju, Lukea sve o Sili uči stari Jedi vitez Yoda. Ali nakon što Vader zarobi Lukeove prijatelje, Luke mora odlučiti želi li završiti sa svojom obukom i postati pravi Jedi vitez ili se suočiti s Vaderom kako bi spasio svoje prijatelje.
Nakon izuzetno teške produkcije, film Carstvo uzvraća udarac započeo je s kino distribucijom 21. svibnja 1980. godine te u početku dobio pomiješane kritike filmske struke, premda će u kasnijim godinama postati jedan od kritički najhvaljenijih filmova iz sage, a danas se smatra jednim od najboljih filmova ikad snimljenih. S ukupnom svjetskom kino zaradom od preko 538 milijuna dolara to je postao uvjerljivo najgledaniji film 1980. godine. Nakon što se ubroji inflacija, film Carstvo uzvraća udarac nalazi se na 12. mjestu ljestvice najgledanijih filmova svih vremena u Sjevernoj Americi.
Godine 2010. film je izabran za očuvanje u Nacionalnom filmskom registru zbog svoje "kulturološke, povijesne i estetske važnosti."

## Radnja
Tri godine nakon uništenja Zvijezde Smrti, Galaktičko carstvo prognalo je pobunjenički savez iz njihove bivše baze na Yavinu IV. Princeza Leia predvodi pobunjenike (među kojima su Han Solo i Luke Skywalker) na novoj bazi na ledenom planetu Hoth. Luke odlazi istražiti pali meteor u blizini kampa za kojeg se ispostavlja da je zapravo droid poslan od strane Dartha Vadera, ali ga uskoro napada krznato čudovište wampa. Dok ga Han Solo traži, Luke se oslobađa iz wampove spilje uz pomoć svog svjetlosnog mača i uskoro se nađe na ledenom bespuću suočen s naglim padom temperature. U tom trenutku priviđa mu se njegov stari učitelj Obi-Wan Kenobi koji mu govori da treba otići na planet Dagobah gdje će ga učiti Jedi vitez Yoda. Uskoro Lukea pronalazi Han koji iskorištava toplinu mrtvog tauntauna kao sklonište te ga vraća u kamp na oporavak.
U međuvremenu imperijalna flota dobiva informaciju o novoj lokaciji pobunjeničke baze koju ubrzo uspješno napada uz pomoć ogromnih AT-AT Walkera. Han i Leia uspijevaju pobjeći u Millennium Falconu skupa s C-3PO-om i Chewbaccom, ali se njihov brod ubrzo pokvari. Sakriju se u polje asteroida gdje se Han i Leia zbližavaju. Vader poziva nekoliko lovaca na ucjene uključujući i poznatog Bobu Fetta koji će mu pomoći pronaći Falcon. Luke je s planeta Hoth pobjegao skupa s R2-D2-om u svom letaču te se uskoro ruši na planet Dagobah. Tamo upoznaje malenog Yodu koji prihvaća Lukea za svog učenika nakon razgovora s duhom Obi-Wana. Tijekom Lukeovog treninga, Yoda ga šalje u spilju u kojoj je snažno prisutna mračna strana Sile. Luke u njoj doživljava viziju tijekom koje se bori s Darthom Vaderom kojem odsiječe glavu. Međutim, nakon što pogleda u slomljenu Vaderovu masku, Luke vidi svoje vlastito lice unutar nje. Tijekom jednog od intenzivnijih treninga s Yodom, Luke predosjeti da su Han i Leia u opasnosti i protivno Yodinim željama on odlazi kako bi pokušao spasiti svoje prijatelje.
Za to vrijeme se Han (kojeg bez da ovaj to zna prati Fett) upućuje prema Gradu u oblacima (Cloud City), rudarskoj koloniji smještenoj na nebu na planetu Bespin kojom upravlja Hanov stari prijatelj Lando Clarissian. Nedugo nakon njihovog dolaska, Lando ih odvodi u prostoriju u kojoj se nalaze Vader i Fett. Protivno Landovim prigovorima, Vader Hana i Leiu koristi kao mamac i muči Hana u procesu kako bi navukao Lukea u stupicu. On također dogovara predaju Hana Fettu koji se nada da će dobiti znatnu količinu novca od Jabbe the Hutta koji je raspisao nagradu za Hana zbog ogromnih dugova koje ovaj ima prema njemu. Vader namjerava namamiti Lukea u prostoriju gdje će ga zamrznuti, a unatoč Fettovim protestima koji se pribojava da bi ga zamrzavanje moglo ubiti, on izabire Hana kao testnog kunića za proces zamrzavanja. Leia u tom trenutku izražava svoju ljubav prema Hanu, nakon čega on biva zamrznut u velikom bloku karbona. Ipak preživljava proces pa ga Vader daje Fettu koji nakon toga kreće prema planetu Tatooine. Iako je u početku obećao da će ostaviti Chewbaccu i Leiu kod Landa, Vader krši i taj dogovor te naređuje da njih dvoje krenu s njim umjesto da ostanu u Cloud Cityju. Lando, kojeg do tog trenutka već grize savjest zbog svega što je učinio protiv svog starog prijatelja Hana, organizira bijeg, oslobađa Leiu i ostale te svi zajedno očajnički pokušaju spasiti Han Soloa iz ruku Fetta; međutim, grupa stiže prekasno na dok s kojeg je lovac na ucjene već odletio. Nakon toga svi zajedno ukrcavaju se na Millennium Falcon i bježe.
U međuvremenu Luke stiže u Cloud City i upada u Vaderovu zamku. Luke i Vader započinju borbu svjetlosnim mačevima tijekom koje Vader odsiječe Lukeovu desnu ruku i na taj ga način razoruža te mu u tom trenutku priznaje da je on pravi Lukeov otac, suprotno Obi-Wanovim tvrdnjama iz prethodnog nastavka serijala da je Vader ubio njegovog oca. Užasnut ovim otkrićem, Luke odbija Vaderovu ponudu za vladanjem Galaksijom te se baca u otvoreno okno iznad kojeg su se do tada borili. Uz pomoć svojih telepatskih mogućnosti, on pozove Leiu koja osjeti njegov poziv upomoć i koja nagovara Landa da se vrate po Lukea. R2-D2 popravlja Falconov pogon te oni na taj način uspijevaju pobjeći. Luke od medicinskog osoblja dobiva umjetnu mehaničku ruku, a Lando i Chewbacca se s Falconom upućuju prema planetu na kojem se nalaze Jabba the Hutt i Boba Fett kako bi pokušali spasiti Han Soloa. Luke, Leia, R2-D2 i C-3PO gledaju za njihovim brodom očekujući nove informacije.

## Glumačka postava
- Mark Hamill kao Luke Skywalker: glavni zapovjednik u pobunjeničkom savezu, vođa borbene eskadrile i Jedi vitez. Nakon što doživi viziju svog starog učitelja Obija-Wan Kenobija, Luke se skupa sa svojim droidom R2-D2-om uputi na planet Dagobah gdje pronađe Yodu.
- Harrison Ford kao Han Solo: plaćenik švercer koji je nekad pomagao pobunjenicima za novac, ali sada je prihvatio svoj položaj u samom savezu. Premda namjerava napustiti pobunjenike i otići otplatiti svoj dug gangsteru Jabbi the Huttu, nalazi se u zamci na planetu Hoth zbog blokade koju je postavilo Carstvo.
- Carrie Fisher kao Princeza Leia: visoka dužnosnica pobunjeničkog saveza.
- Billy De Williams kao Lando Calrissian: vođa Cloud Cityja, grada koji se nalazi na planetu Bespin. Dugogodišnji prijatelj Han Soloa i bivši vlasnik broda Millennium Falcon.
- Anthony Daniels kao C3PO: protokolarni droid princeze Leie Organe.
- David Prowse kao Darth Vader (glas liku posuđuje glumac James Earl Jones): Sith Lord i lojalan sluga caru Palpatineu, opsjednut pronalaskom Lukea Skywalkera, mladog pobunjenika koji je uništio Zvijezdu Smrti. Njegova ga potraga dovodi na planet Hoth gdje naređuje blokadu tog ledenog planeta. U ovom filmu se također otkriva da je on pravi Lukeov otac imena Anakin Skywalker. Ujedno, on je glavni antagonist ovog nastavka.
- Kenny Baker kao R2-D2: droid Lukea Skywalkera.
- Peter Mayhew kao Chewbacca: ko-pilot i blizak prijatelj Han Soloa.
- Frank Oz kao Yoda: Jedi vitez koji živi u prognanstvu na planetu Dagobah. Premda je Oz bio glavni lutkar također su mu u procesu snimanja pomagali i drugi uključujući Kathryn Mullen, Davida Barclaya, Wendy Froud i Deep Roy.[9]
- Jeremy Bulloch kao Boba Fett: lovac na ucjene. Fett je poznat po cijeloj Galaksiji i u prošlosti je također radio s Darthom Vaderom. On je drugi antagonist filma koji se nalazi u lovu na Millennium Falcon prije nego odvede Han Soloa natrag Jabbi the Huttu. Jason Wingreen posudio je svoj glas Fettu u originalnoj kino verziji filma te u posebnom izdanju iz 1997. godine. Bulloch također ima malu cameo ulogu kao imperijalni člasnik koji zgrabi Leiu kada ona pokušava reći Lukeu da ide u zamku. U posebnom izdanju iz 2004. godine, Temuera Morrison, koji je glumio Janga Fetta u filmu Klonovi napadaju te zapovjednika Codyja u filmu Osveta Sitha, zamijenio je Wingreena kao Fettov glas kako bi se bolje stvorio kontinuitet između originalne i prequel trilogije sage.
- Alec Guinness kao Obi-Wan Kenobi: premda ga je Darth Vader ubio na Zvijezdi Smrti u filmu Nova nada, njegova "smrt" omogućila mu je da postane jedno sa Silom te mu dala sposobnost ukazivanja i davanja savjeta svome bivšem učeniku Lukeu Skywalkeru.
- Denis Lawson kao Wedge Antilles: pilot pobunjeničkog saveza koji je letio s Lukeom Skywalkerom u bitci za Yavin. Tijekom bitke za Hoth on upravlja jednim od jurnika eskadrile i prvi je koji obara AT-AT. Na odjavnoj špici, kao i u slučaju prethodnog nastavka sage, Denisovo ime krivo je napisano ("Dennis").
- Clive Revill kao glas cara Palpatinea: vođa Galaktičkog carstva koji nije zadovoljan gubitkom Zvijezde Smrti zbog čega kao prioritet svojim vojnim jedinicama postavlja pronalaženje i uništavanje pobunjeničkog saveza. Posebno je zainteresiran za "nasljednika Anakina Skywalkera" te naređuje Vaderu da preobrati dječaka na tamnu stranu Sile. Premda je Clive Revill posudio glas caru, Elaine Baker (supruga Ricka Bakera) pojavila se kao Palpatine u fizičkom obliku u originalnoj kino verziji te posebnom izdanju iz 1997. godine.[10][11][12] Glumac Ian McDiarmid, koji glumi Palpatinea u filmu Povratak Jedija kao i u prequel trilogiji zamijenio je Bakera i Revilla kao Palpatine u DVD verziji filmova iz 2004. godine, a snimanje tih dijelova odvijalo se usporedo sa snimanjem filma Osveta Sitha.[11][13]

## Produkcija
Film Ratovi zvijezda IV: Nova nada Georgea Lucasa premašio je sva očekivanja - u smislu profita, njegovog revolucionarnog utjecaja na filmsku industriju te njegovog neočekivanog odjeka kao kulturni fenomen. Lucas je tim filmom uvidio priliku da postane neovisan od holivudske filmske industrije kroz financiranje nastavka Carstvo uzvraća udarac uz pomoć kredita i zarade od prethodnog filma, što je išlo protiv načela mnogih holivudskih producenata. Sada u potpunoj kontroli svoje franšize Zvjezdanih ratova, Lucas je odlučio da neće režirati Carstvo zbog svoje producentske uloge, uključujući i nadzor nad svojim specijalnim efektima tvrtke  Industrial Light & Magic (ILM) i rukovanja financijama. Lucas je ponudio ulogu redatelja  Irvinu Kershneru, jednom od svojih bivših profesora na USC School of Cinema-Television. Kershner je ispočetka odbio, navodeći da nastavak nikada ne bi mogao zadovoljiti kvalitetu ili originalnost prvog filma. Međutim, Kershner je kasnije ipak nazvao svog agenta i zatražio da prihvati posao. Osim toga, Lucas je zaposlio Lawrencea Kasdana i Leigh Brackett za pisanje scenarija zasnovanog na njegovoj originalnoj priči. Brackett je završila prvi nacrt priče u veljači 1978., prije smrti od raka, a Lucas je napisao drugi prije zapošljavanja Kasdana, koji ga je zadivio svojom scenarijem za Otimačima izgubljenog kovčega.
Imperijske divovske AT-AT hodalice u bitci na planetu Hoth su stvorene pomoću „stop motion“ animacije. Prvi film je predstavljao izazov za ekipu zadužene za specijalne efekte, a Carstvo je bio još kompliciraniji pothvat, ne samo u stvaranju lokacija, nego i borbe na ledenom planetu i gradu koji pluta među oblacima. Za borbene scene na ledenom planet Hothu, početna namjera bila je da se koristi tzv. plavi ekran za kompozitne imperijalne hodalice - u još uvijek originalnim snimkama sa seta. Umjesto toga, umjetnik je odlučio slikati pejzaže, što je rezultiralo hodalicama koje su snimljene u „stop-motion“ animaciji ispred krajolika slika Originalni dizajn za AT-AT su, prema Philu Tippettu, "velika oklopna vozila s kotačima". Mnogi vjeruju da je završni dizajn inspiriran kontejnerom dizalice  Luke Oakland, no Lucas je to poricao.
U dizajniranju Jedi viteza Yode, Stuart Jr. je odlučio koristiti svoje lice kao model i dodao bore Alberta Einsteina kako bi se demonstrirala izuzetna inteligencija lika. Pozornice za planet Dagobah izgrađene su pet stopa iznad pozornice, tako da su lutkari puzali ispod i držali Yoda lutku. Problem je predstavljala komunikacija s  Frankom Ozom koji je bio ispod pozornice i nije mogao čuti ekipu i Marka Hamilla iznad. Hamill je kasnije izrazio svoje neslaganje zbog toga što je mjesecima bio jedini ljudski lik u scenama; osjećao se kao običan element na skupu životinja, strojeva i rekvizita. Kershner je kasnije pohvalio Hamilla za njegovu izvedbu i interakciju s lutkama.
Snimanje je počelo u  Norveškoj, na ledenjaku Hardangerjøkulen u blizini grada Finse, dana  5. ožujka 1979. Kao i kod snimanja filma Nova nada, gdje se produkcija u Tunisu podudarala s najvećom olujom u posljednjih 50 godina, vrijeme je i tu bilo protiv filmske ekipe. Dok su snimali u Norveškoj, naišli su na najgoru  zimsku mećavu u posljednjih pedeset godina. Temperature su pale na -28,9 °C a palo je i 5,5 metara snijega. Jednom prilikom, posada nije mogla izaći iz svojeg hotela. Oni su snimili scenu u kojoj Luke izlazi iz pećine Wampa otvaranjem hotelskih vrata i snimanjem Marka Hamilla u snijegu, dok je posada ostala unutar zgrade. Na Hamillovu licu pojavila se neznatna promjena zbog njegove prometne nesreće koju je imao između snimanja filmova Nova nada i Carstvo uzvraća udarac, ali je Lucas smatrao da ne treba dodatno objašnjavati ožiljke, budući se pretpostavlja da je like Lukea dugo vremena proveo u borbi. Produkcija se potom preselila u Elstree studio u Londonu 13. ožujka, gdje je sagrađeno više od 60 različitih setova, dvostruko više od broja koji su se koristili u prethodnom filmu. Požar u siječnju na pozornici 3 (za vrijeme snimanja filma  Isijavanje redatelja Stanleyja Kubricka) izazvao je nekontrolirano povećanje budžeta od 18,5 milijuna dolara na 22 milijuna dolara, a do srpnja proračun je skočio za dodatnih 3 milijuna dolara. Snimanje je završeno do sredine rujna.
Jedna nezaboravna razmjena dijaloga bila je djelomično improvizirana. Izvorno, Lucas je napisao scenu u kojoj Princeza Leia priznaje svoju ljubav Han Solu, a Han joj odgovara: "Ja te volim previše." Harrison Ford je osjetio da karakterizacija nije bila iskrena, a Kershner se složio. Nakon nekoliko pokušaja, Kershner je Fordu rekao da improvizira na licu mjesta. U konačnici je Ford promijenio rečenicu svog lika u "Znam."
Tijekom produkcije, činjenica da je Darth Vader Lukeov otac se držala pod velom tajne. Kao i ostatak posade, David Prowse, koji je govorio sve Vaderove dijaloge tijekom snimanja, dobio je lažne stranice scenarija koje su sadržavale dijalog u kojem ovaj kaže: "Obi-Wan je ubio tvog oca." Do filmske premijere, samo George Lucas, Irvin Kershner, Mark Hamill i James Earl Jones su znali stvarni kraj. Jones je kasnije izjavio da je njegova prvotna reakcija na tu rečenicu bila: "Oh, on laže!"
Radi očuvanja dramatičnosti tijekom otvaranja svojih filmova, Lucas je htio da ne bude uvodne špice, već samo odjevna. Iako je to danas čest slučaj, to je bio vrlo neobičan izbor u to vrijeme. Ceh scenarista i Ceh redatelja su to dozvolili za prvi film, ali kada je Lucas istu stvar ponovio za nastavak, oni su mu pripisali novčanu kaznu od preko 250 tisuća dolara te su čak pokušali povući film iz kina. Da bi zaštitio svojeg redatelja, Lucas je platio sve. Rezultat osjećaja frustracije i progona zbog toga dovela su do njegovog odustajanja od članstva Ceha redatelja, scenarista i udruge Motion Picture Association.
Film Carstvo uzvraća udarac je na kraju završio s budžetom od 33.000.000 dolara, što ga je tada činilo jednim od najskupljih filmova svojeg vremena s proračunom tri puta većim od Nove nade. Nakon što je banka zaprijetila da će povući svoj kredit, Lucas je bio prisiljen pristupiti studiju 20th Century Fox. Napravio je dogovor da studio osigura kredit u zamjenu za plaćanje studiju više novca, ali bez gubitka njegovih prava na nastavak i merchandising.

## Teme
Poput svog prethodnika i film Carstvo uzvraća udarac svoju tematsku inspiraciju crpi iz nekoliko mitoloških priča i svjetskih religija. Također uključuje elemente iz filmskog serijala iz 30-ih godina prošlog stoljeća poput Flasha Gordona koji je samom Georgeu Lucasu bio najdraži u djetinjstvu, a koji također u jednom svom dijelu sadržava grad koji lebdi na nebu.

## Distribucija
Svjetska premijera filma Carstvo uzvraća udarac održana je 17. svibnja 1980. godine u Kennedyjevom centru u Washingtonu. Film je kraljevsku premijeru u Londonu imao tri dana kasnije, a niz ostalih premijera u dobrotvorne svrhe održan je na brojnim drugim lokacijama tijekom 19. i 20. svibnja. Sa svojom službenom kino distribucijom u Sjevernoj Americi i Ujedinjenom Kraljevstvu film je krenuo 21. svibnja 1980. godine. U prvom valu distribucije proizvedeno je 126 70-milimetarskih kopija prije široke distribucije koja je krenula u lipnju 1980. godine (kada su se uglavnom koristile 35-milimetarske vrpce).

### Posebno izdanje
Povodom 20. obljetnice Zvjezdanih ratova 1997. godine, film Carstvo uzvraća udarac digitalno je remasteriran i pušten u re-distribuciju skupa s Novom nadom i Povratkom Jedija, a pod zajedničkim nazivom Trilogija Zvjezdanih ratova: Posebno izdanje. Lucas je iskoristio ovu priliku za ubacivanje sitnih promjena u sam film. Te promjene uključivale su eksplicitno prikazivanje bića Wampa na planetu Hoth, kreiranje kompleksnijeg puta letenja Falcona prilikom njegovog približavanja Cloud Cityju, digitalnu zamjenu interijera Cloud Cityja te sitne izmjene dijaloga. Također je kreirana kratka sekvenca u kojoj se Vader vraća u svoj Zvjezdani super-razarač nakon bitke s Lukeom, a koja je kreirana iz alternativnih uglova scene iz filma Povratak Jedija. Većina promjena bila je mala i tek estetska; međutim neki obožavatelji serijala smatrali su da sve te izmjene oduzimaju važnost samom filmu. Film je također ponovno poslan na određivanje novog rejtinga gdje je ponovno dobio oznaku PG, a kao razlozi za to navedeni su "znanstveno fantastična akcija i nasilje".

### DVD izdanja
Film Carstvo uzvraća udarac objavljen je na DVD-u u rujnu 2004. godine u sklopu box-seta zajedno s Novom nadom i Povratkom Jedija kao i bonus diskom koji je sadržavao posebne dodatke. Svi filmovi bili su digitalno obnovljeni i remasterirani uz dodatne izmjene koje je napravio sam George Lucas. Posebni dodaci uključivali su audio komentare Georgea Lucasa, Irvina Kershnera, Bena Burtta, Dennisa Murrena i Carrie Fisher kao i dugometražni dokumentarni film naziva Empire of Dreams: The Story of the Star Wars Trilogy. Na bonus disku se također nalaze i razni prilozi o snimanju filma, kratke kino najave, službene kino najave, TV spotovi, galerije fotografija, demoverzije videoigara te preview filma Osveta Sitha.
Za DVD izdanje Lucas i njegov tim su napravili određene zahvate u filmu prvenstveno kako bi se održao kontinuitet između Carstva i filmova iz prequel trilogije. Jedna od najvećih promjena odnosila se na holografsku sliku Cara (kojem je Clive Revill posudio glas) kojem je sada glumac Ian McDiarmid promijenio par dijaloga. S ovim izdanjem Lucas je također nadgledao kreaciju digitalnih kopija filma u visokoj rezoluciji te ostalih filmova iz originalne trilogije. Film je ponovno izdan na DVD-u u prosincu 2005. godine kao jedan od tri diska na trostrukom "limitiranom" DVD izdanju koje ovaj puta nije sadržavalo bonus disk s posebnim dodacima.
Treće DVD izdanje filma dogodilo se u razdoblju od 12. rujna do 31. prosinca 2006. godine kao ograničeno posebno dvostruko DVD izdanje koje je ovaj puta sadržavalo originalnu nepromijenjenu verziju filma kao posebni dodatak. To izdanje ponovno je izdano kao box set trilogija 4. studenog 2008. godine.

### Blu-ray izdanja
Dana 14. kolovoza 2010. godine redatelj George Lucas službeno je najavio da će se svih šest filmova sage nalaziti u jednom izdanju na Blu-ray diskovima koje će se naći u prodaji tijekom jeseni 2011. godine. Dana 6. siječnja 2011. to izdanje najavljeno je za rujan iste godine u tri različita pakiranja.
Premda se radi o još nepotvrđenim informacijama, 16. kolovoza 2014. godine najavljeno je da tvrtke Disney/Lucasfilm namjeravaju izdati neizmijenjenu originalnu trilogiju na Blu-ray diskovima tijekom 2015. godine, prije nego film Zvjezdani ratovi: Epizoda VII krene u kino distribuciju koja je planirana za 18. prosinca iste godine.

## Box-office rezultat, kritike i priznanja

### Box-office rezultat
Film Carstvo uzvraća udarac započeo je s ograničenom kino distribucijom i to samo u kinima u velikim gradovima zbog toga što je kino distribucija krenula sa 70-milimetarskim vrpcama za koje su samo najveća kina imala projektore. Tek mnogo tjedana kasnije film je u kino distribuciju krenuo sa standardnim 35-milimetarskim vrpcama u ostalim kinima u Sjevernoj Americi i ostatku svijeta.
U roku od tri mjeseca od početka kino distribucije filma, redatelj George Lucas povratio je svojih 33 milijuna dolara investicije te podijelio dodatnih 5 milijuna dolara kao bonus svojim zaposlenicima. U prvom vikendu prikazivanja ograničene kino distrubucije film je zaradio 10 840 307 dolara, a sveukupno je samo u SAD-u u originalnoj kino distribuciji zaradio sveukupno 209 398 025 dolara. Kada je film Carstvo uzvraća udarac ponovno krenuo s kino distribucijom 1997. godine zaradio je 21 975 993 dolara u prvom vikendu re-distribucije. Trenutna sveukupna zarada filma iznosi 290 475 750 dolara u SAD-u odnosno 538 375 067 dolara u svijetu.

### Kritike
Film Carstvo uzvraća udarac primio je pomiješane kritike na početku svoje kino distribucije. Ipak nakon vremenskog odmaka mnogi kritičari i obožavatelji sage složni su da je Carstvo danas možda i najbolji nastavak kompletnog serijala.
Neki kritičari imali su problema s pričom, ali su priznali da je film savršeno tehnološko postignuće kad je filmsko stvaralaštvo u pitanju. Na primjer Vincent Canby iz New York Timesa napisao je uglavnom negativnu kritiku o filmu. Judith Martin iz Washington Posta požalila se na radnju koja nema niti početak niti kraj, prema njezinom mišljenju. Međutim, upravo je to bio koncept kojeg je Lucas i želio napraviti.
S druge strane, 1997. godine kritičar Bob Stephens iz San Francisco Examinera opisao je Epizodu V "najboljim nastavkom trilogije". Danas se Carstvo uzvraća udarac smatra moralno i emotivno najdvosmislenijim i najmračnijim nastavkom kompletne originalne trilogije. U svojoj kritici posebnog izdanja 1997. godine, Roger Ebert je prozvao film najjačim i umno najprovokativnijim nastavkom. Na popularnoj internetskoj stranici Rotten Tomatoes film trenutno ima 96% pozivitnih ocjena temeljenih na 75 zaprimljenih kritika što ga označava najbolje ocijenjenim dijelom cijele sage.
Chuck Klosterman je napisao: "Dok su filmovi poput Easy Rider i Groznice subotnje večeri portretirali generacije sadašnjosti, film Carstvo uzvraća udarac bi mogao biti jedini primjer filma koji predstavlja društvenu estetiku generacija koje tek dolaze."

### Priznanja
Na dodjeli prestižne filmske nagrade Oscar 1981. godine, film Carstvo uzvraća udarac osvojio je Oscara za najbolju montažu zvuka (Bill Varney, Steve Maslow, Greg Landaker i Peter Sutton). Film je također osvojio i posebnu nagradu za najbolje specijalne efekte (Brian Johnson, Richard Edlund, Dennis Muren i Bruce Nicholson). Skladatelj John Williams nominiran je u kategoriji za najbolju originalnu glazbu kao i kompletni tim koji je radio na scenografiji (Norman Reynolds, Leslie Dilley, Harry Lange, Alan Tomkins i Michael Ford).
John Williams osvojio je nagradu BAFTA za najbolju originalnu glazbu, a sam film za istu je nagradu nominiran u kategorijama najboljeg zvuka i najbolje scenografije. Williamsova glazba također je osvojila nagrade Grammy i Zlatni globus u kategoriji najbolje originalne filmske glazbe.
Film Carstvo uzvraća udarac osvojio je četiri nagrade Saturn uključujući one za najboljeg glavnog glumca (Mark Hamill), najboljeg redatelja (Irvin Kershner), najbolje specijalne efekte (Brian Johson i Richard Edlund) kao i nagradu za najbolji znanstveno-fantastični film.
Film je bio nominiran u kategoriji najboljeg adaptiranog scenarija za nagradu Ceha scenarista.

## Glazba iz filma
Glazbu iz filma Carstvo uzvraća udarac napisao je i vodio John Williams, a izveo ju je londonski simfonijski orkestar po cijeni od otprilike 250 tisuća dolara. Godine 1980. kompanija RSO Records objavila je službeni soundtrack filma na ploči (LP) i kaseti u SAD-u. Na naslovnici albuma nalazio se Darth Vader uz pozadinu svemira (identično kino plakatu filma).
Godine 1985. kompanija Polydor Recrods koja je u međuvremenu kupila tvrtku RSO Records i njezin glazbeni katalog izdala je prvi CD s glazbom iz filma. Godine 1993. kompanija 20th Century Fox Film Scores izdala je posebno glazbeno izdanje na četiri diska pod nazivom Star Wars Trilogy: The Original Soundtrack Anthology. Ovo izdanje uključivalo je glazbu iz sva tri nastavka originalne trilogije.
Godine 1997. kompanija RCA Victor izdala je definitivno dvostruko CD izdanje kojim je popratila re-distribuciju remasteriranih posebnih izdanja filmova iz originalne trilogije u kinima. Ovo originalno limitirano izdanje na CD-u pratila je i knjižica na 32 stranice, a naslovnica je bila identična posteru za posebno izdanje trilogije Zvjezdanih ratova. Kompletna glazba je bila digitalno obnovljena kako bi se prilagodila najboljem mogućem zvuku tog doba.
Godine 2004. kompanija Sony Classical Records otkupila je prava na glazbu iz originalne trilogije prvenstveno zbog toga što je već potpisala ugovor za autorska prava na glazbu iz prequel trilogije: Fantomska prijetnja, Klonovi napadaju i Osveta Sitha. Na taj način je od 2004. godine nadalje kompanija započela s izdavanjem CD-ova koje je kompanija RCA Victor izdavala od 1997. godine, uključujući i onaj za Epizodu V. Naslovnica tog CD izdanja bila je identična plakatu napravljenom za DVD omotnicu filma. Unatoč tome što su nanovo re-masterirali zvuk, prodaja verzija soundtrackova kompanije Sony Classical od 2004. godine naovamo u pravilu je identična prodaji verzija koje je izdavala tvrtka RCA Victor.

## Ostali mediji

### Roman
Roman napisan prema filmu objavljen je 12. travnja 1980. godine, a izdala ga je kompanija Del Rey Books. Autor romana je Donald F. Glut, a sam roman temeljen je na scenariju autora Lawrencea Kasdana, Leigh Brackett i Georgea Lucasa.
Originalni naslov pod kojim je roman izdan je bio Zvjezdani ratovi: Carstvo uzvraća udarac. Međutim, kasnija izdanja preimenovana su u naslov Zvjezdani ratovi - Epizoda V: Carstvo uzvraća udarac kako bi odgovarala promjeni naslova kino filmova iz sage. Poput ostalih romana iz originalne trilogije i ovaj sadržava puno više informacija o događajima u priči od onih sadržanih u filmu.

### Strip adaptacija
Filmsku strip adaptaciju Carstvo uzvraća udarac izdala je kompanija Marvel Comics. Autor adaptacije je Archie Goodwin uz ilustraiju Ala Williamsona i Carlosa Garzona. Adaptacija je izdana simultano u četiri formata: kao časopis (Marvel Super Special #16), kao veliko tabloid izdanje (Marvel Special Edition Featuring Star Wars: The Empire Strikes Back), kao strip u seriji od nekoliko nastavaka te kao džepna knjiga. U potonjoj verziji kao i onoj tabloidskoj koje su prve objavljene fizički izgled lika Yode je potpuno drugačiji od onoga u filmu: puno je tanji, ima dugu bijelu kosu i ljubičastu boju kože (umjesto zelene). U izdanju časopisa i strip serije Yoda izgleda puno sličnije liku iz filma.
Povjesničari stripa i profesionalci iz filmske industrije skretali su pozornost na strip izdanja Zvjezdanih ratova kompanije Marvel Comics koja su objavljena prije nastanka filma Carstvo uzvraća udarac, a u kojima se navodno nalaze zapleti koji će kasnije biti upotrebljeni u filmu. Međutim, scenaristi nikada nisu priznali da su bilo kakvu inspiraciju za film crpili iz ranije objavljenih stripova.

### Videoigre
Videoigre temeljene na filmu objavljene su za nekoliko različitih konzola. Uz to nekoliko drugih videoigara Zvjezdanih ratova također sadržavaju u sebi ili spominju događaje prikazane u filmu, iako nisu u potpunosti temeljene na samom uratku. Godine 1982. kompanija Parker Brothers izdala je igru Star Wars: The Empire Strike Back za igraću konzolu Atari 2600, a u kojoj se nalazio napad jurnicima na AT-AT hodalice na planetu Hoth. Arkadna igra Star Wars: The Empire Strikes Back slijedila je 1985. godine. U njoj je sadržano nekoliko poznatih bitaka, a likovima se upravlja iz prvog lica. Bitke uključuju bitku za Hoth i kasniji bijeg s brodom Millennium Falcon kroz polje asteroida. Konverzija igrice izdana je 1988. za ZX Spectrum, Amstrad CPC, Commodore 64, BBC Micro, Atari ST i Commodore Amiga.
Godine 1992. tvrtka JVC izdala je videoigru koju je radila kompanija LucasArts pod nazivom Star Wars: The Empire Strikes Back za Nintendo konzolu. Igrač se u njoj nalazi u ulozi Lukea Skywalkera i manevrira kroz Skywalkerovu priču kakva je opisana u filmu. Godine 1992. tvrtka Ubisoft izdala je istu verziju igre za Game Boy. Poput ranijih igara i ova prati priču Lukea Skywalkera. Godine 1993. tvrtka JVC razvila je igru Super Star Wars: The Empire Strikes Back za igraću konzolu Super Nintendo Entertainment System. Igra je slična onoj iz 1991. godine.

### Radio adaptacija
Adaptaciju filma Carstvo uzvraća udarac za radio stanice napisao je Brian Daley, a producirana je i emitirana na National Public Radio u SAD-u tijekom 1983. godine. Temeljena je na likovima i događajima kreiranim od strane Georgea Lucasa te na scenariju Leigh Brackett i Lawrencea Kasdana. Redatelj radio adaptacije bio je John Madden, a za montažu zvuka i post-produkciju bio je odgovoran Tom Voegeli.
Glumci Mark Hamill, Billy Dee Williams i Anthony Daniels posudili su svoje glasove likovima Lukea Skywalkera, Landa Calrissiana i C-3PO-a. Glumac John Lithgow posudio je glas liku Yode. Radio adaptacija trajala je sveukupno pet sati, a emitirala se u dijelovima. Razne radio agencije procijenile su da je adaptaciju slušalo otprilike 750 tisuća ljudi kada je prvi puta emitirana 14. veljače 1983. godine.

## Vanjske poveznice
- Zvjezdani ratovi, Epizoda 5: Carstvo uzvraća udarac u internetskoj bazi filmova IMDb-a
- Starwars.com (engleski)
- Fan site (engleski)
- Rottentomatoes.com (engleski)